# Glukosesirup
Glukosesirup er en koncentreret opløsning af kulhydrater i vand. Produktet er fremstillet på grundlag af stivelse, f.eks. majsmel, hvedemel, rismel eller kartoffelmel.

## Fremstilling
En opslæmning af stivelse i vand (populært sagt: en meljævning) bliver tilsat α-amylase, der spalter stivelsen til oligosaccharider, og derefter tilsættes γ-amylase, som fortsætter spaltningen, så der dannes glucose. Hvis man ønsker en hel eller delvis forarbejdning til fruktose, behandles glucosen med enzymet D-xylose isomerase. Ved at mindske glukoseandelen og samtidig øge fruktoseindholdet opnår man en betydelig forstærkning af sødeevnen med samme vægtmængde sirup. Under produktionen vil der dannes en række biprodukter, og disse uønskede stoffer fjerner man til sidst fra siruppen, som nu er en klar, gullig væske.

## Lovkrav
Ifølge "Sukkerbekendtgørelsen" skal glukosesirup overholde følgende krav:
Glukosesirup er den rensede og koncentrerede vandige opløsning af saccharider til fødevarer, som er fremstillet på grundlag af korn og/eller inulin, og som har følgende kendetegn:
1. Tørstof – ikke under 70 vægtprocent
2. Dextroseækvivalent – ikke under 20 vægtprocent af tørstoffet udtrykt i D-glukose
3. Sulfataske – ikke over 1 vægtprocent af tørstoffet.

Med hensyn til risikoen for, at nogen kan få allergiske anfald ved indtagelse af glukosesirup, så anses den for at være så ringe, at man kan nøjes med at deklarere "glukosesirup"

## Anvendelse
Glucosesirup bliver brugt i fødevareindustrien og (sjældnere) i husholdningerne til at forhindre sukkerholdige produkter i at krystallisere og udtørre, hvilket forlænger salgsperioden. Desuden kan siruppen også bruges til en række ændringer af sukkervarerne:
- Farveholdbarhed
- Frysepunkt
- Konservering
- Skumstabilisering
- Smagsforstærkning
- Viskositet